# 大黄药
大黄药（学名：Elsholtzia penduliflora）为唇形科香薷属下的一个种。

## 扩展阅读
- 維基物種上的相關：大黄药